# Mel·lífer de Rosenberg
El mel·lífer de Rosenberg (Myzomela rosenbergii) és un ocell de la família dels melifàgids (Meliphagidae).

## Hàbitat i distribució
Habita boscos i vegetació secundària de les muntanyes de Nova Guinea i l'illa de Goodenough.

## Taxonomia
Algunes classificacions consideren que la subespècie pròpia de Goodenough, és en realitat una espècie diferent:
- Myzomela longirostris Mayr et Rand, 1935 - mel·lífer de l'illa de Goodenough.[3]